# Hans Tausen
Hans Taunsen (n. 1494, Birkende⁠(d), regiunea Syddanmark, Danemarca – d. 11 noiembrie 1561, Ribe, regiunea Syddanmark, Danemarca) a fost un lider religos care a realizat reforma Bisericii Daneze. S-a născut în orașul Birkende (Funen) și a murit în orașul Ripen (Esbjerg) actualul municipiu al zonei metropolitane Sud din Regat, regiunea Jyllandde-Sud.